# ŠK Široki Brijeg
Šahovski klub Široki Brijeg je bosanskohercegovački hrvatski klub sa Širokog Brijega. Sjedište je Fra Didaka Buntića 46a, Široki Brijeg. Osnovala ga je studenoga 1996. godine skupina entuzijasta i zaljubljenika u igru na čelu s prvim predsjednikom kluba Vlatkom Krešićem. Klub je prvo djelovao na školskim natjecanjima, božićnim i uskrsnim turnirima te seniorskim prvenstvima kluba. Uskoro je počeo natjecati se u ekipnom dijelu sudjelovanjem na Kupu i ligi Šahovskog saveza Herceg-Bosne, na kojem su prvi pokal osvojili u kupu 1998. godine. Tih godina organizirali su otvoreni međunarodni turnir Široki 98 na kojem je nastupilo 100 igrača. Klub su godinama mučili s financijskom oskudicom i nedostatak vlastitih prostorija za igru. Godine 2004. otvoreni su njihovi novosagrađeni prostori, a od 2005. radi im škola šaha koju vodi međunarodni majstor Željko Bogut. Mladi šahisti koji su prošli tu školu osvajali su prva tri mjesta na državnim i saveznim natjecanjima za juniore i kadete. ŠK Široki Brijeg je ušao u premijer ligu te tri puta nastupio na Kupu europskih klubova.
Od ulaska u Premijer ligu BiH osnovanu 2002., stalni je njen sudionik. Tri puta je stekao pravo nastupiti na Kupu europskih klubova, u Austriji 2006. godine, Grčkoj 2008. godine i Izraelu 2012. godine. Godine 2014. ostvario je to četvrti put osvajanjem naslova ekipnog prvaka na 13. Premijer ligi Bosne i Hercegovine odigranoj u Neumu 2014. godine, čime su izravno pravo sudjelovanja u Eurokupu 2014. u Španjolskoj.
Naslov prvaka Bosne i Hercegovine 2014. osvojili su Ante Brkić 7,0 (iz 8 susreta), Željko Bogut 6,0 (7), Milan Vukić 6,0 (8), Mladen Palac 5,5 (8), Aleksandra Dimitrijević 5,5 (8), Bojan Kurajica 5,0 (8) i Blago Vukoja 0,5 (1). U 48 partija doživjeli su samo dva poraza. Ukupno je Široki Brijeg osvojio 15 bodova, a iza sebe ostavili su ŠK Bosnu koja je osvojila 14, i ŠK Bihać koji je osvojio 12 bodova.

## Vanjske poveznice
- Službene stranice  Arhivirana inačica izvorne stranice od 13. kolovoza 2013. (Wayback Machine)
- Facebook